# Zsigmond Kornis
Zsigmond Kornis de Göncz-Ruszka (10 augustus 1677 - Kolozsvár, 15 december 1731) was een Transsylvaans edelman en gouverneur van Zevenburgen van 1713 tot 1731.
Hij werd geboren in Zevenburgen als zoon van baron Gáspár Kornis en gravin Klára Mária Csáky. Tijdens Rákóczi's opstand tegen de Habsburgers, steunde hij de Oostenrijkse keizer, Karel III van Hongarije, en vluchtte hij naar Nagyszeben. Nog voor het einde van dit conflict, in 1710, werd hij aangesteld tot kanselier van Zevenburgen. Hij werd tot graaf verheven in het jaar 1712 en werd vervolgens gouverneur van Zevenburgen van 1713 tot 1731. 
Kornis speelde een actieve rol in de Contrareformatie in Zevenburgen. Dankzij zijn financiële steun kregen de minderbroeders een kerk in Kolozsvár, Medgyes en Nagyszeben. Volgens zijn wil werd hij begraven in de Franciscanenkerk van Kolozsvár.